# Carlos P. Garcia
Carlos Polestico Garcia (Talibon, 4 novembre 1896 – Quezon City, 14 giugno 1971) è stato un politico e poeta filippino, è stato l'ottavo presidente delle Filippine dal 1957 al 1961 e quarto presidente della Terza Repubblica filippina. A lui è intitolata la municipalità di Quinta classe President Carlos Polestico Garcia nella provincia di Bohol e riposa al Cimitero degli Eroi di Manila..

## Biografia
Nato da Policronio Garcia e Ambrosia Polestico negli ultimi anni della dominazione spagnola nelle Filippine, Carlos Garcia si diploma alle scuole superiori alla Cebu National High School e si laurea in Legge nel 1923 presso la Philippine Law School di Pasay.
Nel 1931 viene si candida alla carica di governatore di Bohol senza successo ma viene eletto nel 1934 e rieletto per la seconda volta nel 1937. Dal 1933 al 1941 fu Segretario di Gabinetto del Ministero degli Esteri; dal 1953 al 1957 fu vice presidente delle Filippine. Nel 1957 fu eletto Presidente
Sposato con Leonila Dimataga da cui ebbe la figlia Linda, ebbe tuttavia due figlie, Zanone Flores e Daisy Caseñas, da due relazioni precedenti.

## La presidenza
Carlos P. Garcia fu eletto Presidente per il Partito Nazionalista delle Filippine il 18 marzo 1957 con il 41,3% dei voti dopo la morte del suo predecessore Ramón Magsaysay e pochi mesi prima della sua probabile rielezione.